# Alex Groza
Alexander John Groza (Martins Ferry, Ohio, 7 de octubre de 1926 - San Diego, California, 21 de enero de 1995) fue un jugador de baloncesto estadounidense que jugó durante dos temporadas en la NBA antes de ser suspendido a perpetuidad en 1951 al verse involucrado en un fraude de apuestas deportivas.

## Trayectoria deportiva

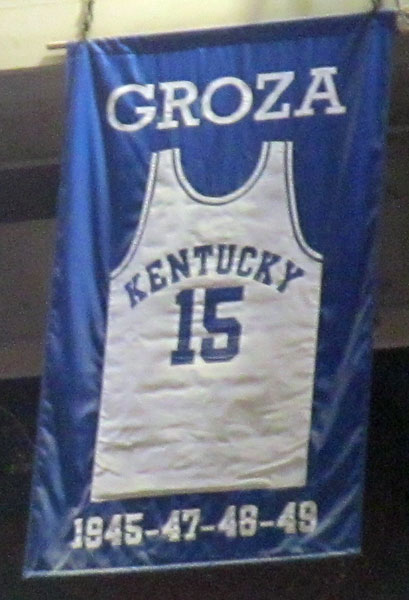
Una camiseta en honor a Groza cuelga en el Rupp Arena.

### Universidad
Groza fue el capitán y el pívot titular de los Fabulosos Cinco de la Universidad de Kentucky, que ganaron dos títulos consecutivos de Campeones de la NCAA en 1948 y 1949. Lideró a su equipo en anotación durante sus tres últimas temporadas con los Wildcats, promediando en total 14,5 puntos por partido.
Fue elegido para representar a Estados Unidos en los Juegos Olímpicos de Londres de 1948, consiguiendo la medalla de oro.

### Profesional
Fue elegido en la segunda posición del Draft de la NBA de 1949 por Indianapolis Olympians, donde promedió 22,5 puntos por partido. En 1951 disputó el primer All Star Game de la historia. Al término de esa temporada se vio implicado en un asunto de amaño de apuestas en su último año universitario junto a Ralph Beard y Dale Barnstable, que aceptaron 2.000 dólares cada uno por ganar un partido por menos de 10 puntos de diferencia. El entonces Comisionado de la NBA, Maurice Podoloff, suspendió de por vida a los tres jugadores.
Como resultado de esa suspensión, Groza llegó a ser el primer jugador de la historia de la NBA en terminar su carrera promediando en su última temporada más de 20 puntos por partido (promedió 21,7 en 1951). En toda la historia sólo tres jugadores tuvieron mejor porcentaje en su último año como profesional: Bob Pettit (22,5 en 1964-65), Paul Arizin (21,9 en 1961-62) y Dražen Petrović (22,3 en 1992-93). 

### Entrenador
Tras varios años alejado del baloncesto, en 1959 aceptó el cargo de entrenador de la Universidad Bellarmine, cargo que ocupó hasta 1966. Dirigió también dos partidos de los Kentucky Colonels de la ABA en 1970 y otros 38 de los San Diego Conquistadors en 1974.

## Estadísticas de su carrera en la NBA
| * | Líder de la liga |

### Temporada regular
| Año      | Equipo       | PJ  | MPP | %TC   | %TL   | RPP  | APP | PPP  |
| -------- | ------------ | --- | --- | ----- | ----- | ---- | --- | ---- |
| 1949–50  | Indianapolis | 64  | –   | .478* | .729  | –    | 2.5 | 23.4 |
| 1950–51  | Indianapolis | 66  | –   | .470* | .786  | 10.7 | 2.4 | 21.7 |
| Total    | Total        | 130 | –   | .474  | .765  | 10.7 | 2.4 | 22.5 |
| All-Star | All-Star     | 1   | –   | .500  | 1.000 | 13.0 | 1.0 | 17.0 |

### Playoffs
| Año   | Equipo       | PJ | MPP | %TC  | %TL  | RPP  | APP | PPP  |
| ----- | ------------ | -- | --- | ---- | ---- | ---- | --- | ---- |
| 1950  | Indianapolis | 6  | –   | .595 | .831 | –    | 2.0 | 22.8 |
| 1951  | Indianapolis | 3  | –   | .493 | .758 | 14.0 | 0.7 | 32.3 |
| Total | Total        | 9  | –   | .544 | .804 | 14.0 | 1.6 | 26.0 |

## Fallecimiento
Groza falleció en 1995 en San Diego, California, donde residía, víctima de un cáncer de pulmón. Tenía 68 años.